# Драгослав Павле Аксентијевић
Драгослав Павле Аксентијевић (Београд, 20. април 1942) је српски сликар и певач православне духовне музике и српске етно музике.

## Биографија
Дипломирао је и магистрирао 1967. на Ликовној академији у Београду. Поред сликарства бави се и појањем црквене и народне музике Србије и Балкана. У великој мери је допринео очувању средњовековног мелоса.
Поје по транскрипцијама неумских записа од 12. до 18. века и по сопственим записима ослањајући се на живо усмено предање. Наступа уз бруј (исон) мањег мушког вокалног састава, до 5 чланова. Добитник је бројних признања, међу којима и прве награде за интерпретацију византијских напева на Међународном хорском фестивалу у Грчкој. Године 2000. основао је групу „Запис“, коју, сем њега, чине његови синови Растко и Дамјан, затим Спасоје Туфегџић и Бојан Ивковић. Сви чланови свирају на аутентичним народним инструментима.